# Alozaina
Alozaina é um município da Espanha na província de Málaga, comunidade autónoma da Andaluzia, de área 34 km² com população de 2217 habitantes (2004) e densidade populacional de 65,21 hab./km².

## Demografia
| Variação demográfica do município entre 1991 e 2004 | Variação demográfica do município entre 1991 e 2004 | Variação demográfica do município entre 1991 e 2004 | Variação demográfica do município entre 1991 e 2004 |
| --------------------------------------------------- | --------------------------------------------------- | --------------------------------------------------- | --------------------------------------------------- |
| 1991                                                | 1996                                                | 2001                                                | 2004                                                |
| 2579                                                | 2274                                                | 2231                                                | 2236                                                |